# Скриганов Вікентій Васильович

Вікентій Васильович Скриганов (біл. Вікенцій Васілевіч Скрыганаў; 22 червня 1903 — 27 січня 1945) — генерал-майор РСЧА, Герой Радянського Союзу (1945, посмертно).

## Біографія
Народився 22 червня 1903 року в с. Надейковичі (нині Рогачовський район, Гемельської обл. Білорусі). Білорус. Освіта середня. Працював помічником майстра на картонній фабриці у місті Рогачов.
У РСЧА з 1920 року. Брав участь в Громадянській війні, воював на Західному фронті в ході радянсько-польської війни, на Південному фронті проти армії генерала Врангеля.
У 1925 році закінчив піхотну школу. У тому ж році вступив до лав ВКП (б).
Служив командиром взводу, командиром роти, викладачем військового училища (по 1936 рік). У 1938 році закінчив Військову академію РККА імені М. В. Фрунзе, після чого служив в Генеральному штабі.
У 1940 році був призначений на посаду начальника відділення в Управлінні будівництва укріпрайонів.
З червня 1942 року полковник Вікентій Васильович Скриганов брав участь в боях на фронтах німецько-радянської війни.
У 1942 році був призначений на посаду заступника начальника оперативного відділу штабу Чорноморської групи військ Закавказького фронту, в 1943 році — на посаду заступника командира 6-ї стрілецької дивізії (1-ша гвардійська армія), а в січні 1944 року — на посаду командира 14-ї гвардійської стрілецької дивізії.
13 вересня 1944 року Вікентієві Васильовичу Скриганову було присвоєно звання «генерал-майор».

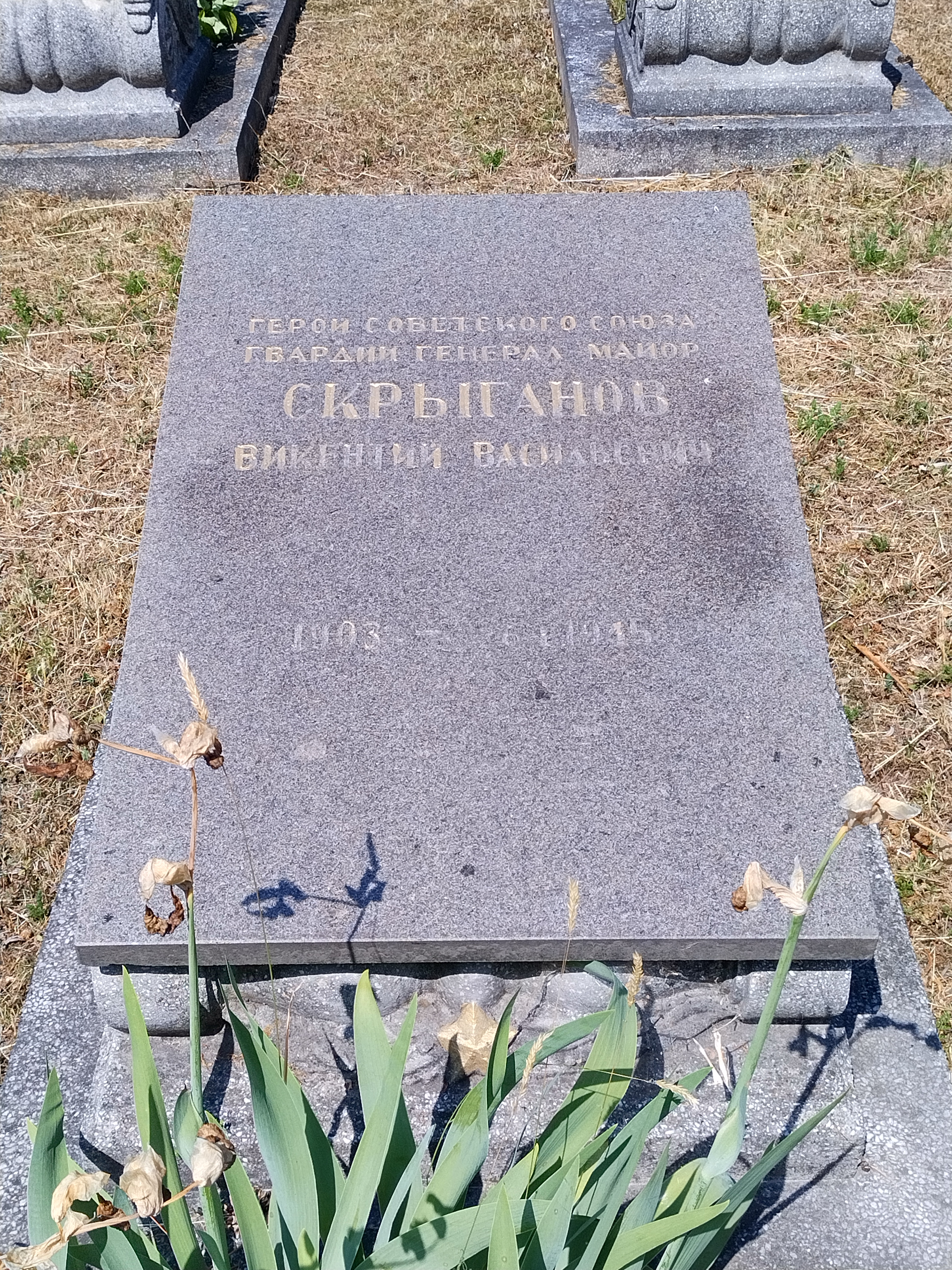
Надгробок Вікентію Скриганову на Пагорбі Слави у Львові

14-а гвардійська стрілецька дивізія під командуванням генерал-майора Скриганова 12 січня 1945 року прорвала глибоко ешеловану оборону противника на захід від міста Сандомир (Польща), брала участь у захваті міст Буско-Здруй, Ченстохова, наносячи противнику значні втрати у живій силі і техніці. 22 січня 1945 частини дивізії форсували Одер в 16 км на північний захід від міста Оппельн (нині Ополе, Польща). В той день у бою за утримання плацдарму на західному березі Одеру гвардії генерал-майор В. В. Скриганов був важко поранений і 27 січня 1945 року помер. Похований в місті Львів на пагорбі Слави.
6 квітня 1945 року гвардії генерал-майору Вікентієві Васильовичу Скриганову посмертно присвоєно звання Героя Радянського Союзу.

## Нагороди
Нагороджений також орденами:
- Леніна
- двома Червоного Прапора
- Суворова 2-го ступеня
- двома Вітчизняної війни 1-го ступеня
- двома Червоної Зірки
- і медаллю «XX років Робітничо-Селянській Червоній Армії»